# Radio i Televizija Crne Gore
Radio i Televizija Crne Gore (en ciríl·lic Радио Телевизија Црне Горе; en català, «Ràdio i televisió de Montenegro»), més coneguda per les sigles RTCG, és la companyia de radiodifusió pública de Montenegro. Es va fundar en 1944 i actualment gestiona dues emissores de ràdio i tres canals de televisió.
L'ens públic va formar part de la radiotelevisió iugoslava fins a 1991 i va mantenir la seva pròpia identitat quan Montenegro es va quedar a Iugoslàvia. Després d'aprovar la independència en 2006, es va convertir en l'únic ens de radiodifusió pública del país. RTCG està dividida en una empresa de ràdio (Radio Crne Gore) i una altra de televisió (Televizija Crne Gore).
RTCG és membre de la Unió Europea de Radiodifusió des de 2001.

## Història
L'actual Montenegro va comptar amb la primera estació de ràdio dels Balcans. El 3 d'agost de 1904, el príncep Nicolau I va inaugurar un transmissor al pujol de Volujica, prop de la ciutat de Bar. No obstant això, el repetidor va ser destruït en 1914 per l'Imperi austrohongarès.
Els montenegrins no van tenir servei de ràdio en tot el territori fins a 1944, quan els partisans iugoslaus el van restaurar. El 27 de novembre de 1944 van començar les emissions de Ràdio Cetinje, que va oferir butlletins informatius durant la Segona Guerra Mundial. L'emissora es va mantenir en aquesta ciutat fins al 30 d'abril de 1949, quan es va traslladar a uns estudis de Titograd (actual Podgorica) i va canviar el seu nom pel de Ràdio Titograd per integrar-se en la Radio Televisió Iugoslava (JRT).
Quant a la televisió, en 1957 es va instal·lar la primera antena a la muntanya Lovćen, que permetia captar les emissions d'Itàlia i va ser la base d'aquest mitjà a Montenegro. TV Titograd va començar les seves emissions regulars el 4 de maig de 1964 i va estendre la seva cobertura durant la resta de la dècada. L'ens públic es va traslladar a uns nous estudis el 1984, la qual cosa li va permetre augmentar la programació pròpia.
L'empresa va canviar el seu nom per Ràdio Televizija Crne Gore (en català, «Radio Televisió de Montenegro») en 1991, en plena dissolució de Iugoslàvia, de la mateixa manera que la resta de canals de la JRT. Montenegro va romandre a Iugoslàvia però, a diferència d'altres emissores absorbides per la radiotelevisió sèrbia, va poder mantenir la seva identitat. Al començament de 2001 va ingressar en la Unió Europea de Radiodifusió.
En 2006, quan Montenegro va proclamar la seva independència de Sèrbia, la RTCG es va convertir en l'única empresa de radiodifusió pública del país.

## Serveis

### Ràdio
- Radio Crne Gore: Programació generalista amb butlletins informatius, música i espais de servei públic.
- R98: Emissora amb programació que no té cabuda al primer canal.

### Televisió
- TVCG 1: Programació generalista amb informació, magazins, documentals, espais de servei públic i esdeveniments especials.
- TVCG 2: Emet sèries, cinema i programes d'entreteniment.
- TVCG Sat: Destinat als montenegrins que resideixen fora del seu país, emet espais de producció pròpia dels dos canals nacionals.